# 仙台管區氣象台
仙台管區氣象台（日语：／ Sendai kanku kishōdai */?）是日本氣象廳的一個管區氣象台，位於宮城縣仙台市宮城野區的仙台第3合同廳舍內，負責管理東北地方各縣的氣象信息發佈和火山、地震觀測。

## 組織
仙台管區氣象台下屬2個部，5個地方氣象台。

### 總務部
- 危機管理調整官（部長直屬）
- 總務課
- 會計課
- 業務課

### 氣象防災部
- 次長
- 氣象防災情報調整官（部長直屬）
- 地震情報官（部長直屬）
- 火山防災情報調整官（部長直屬）
- 海洋情報調整官（部長直屬）
- 防災調査課
- 預報課
  - 天氣聯絡所
- 觀測課
- 地震火山課（舊仙台地域地震情報中心）
  - 火山監視情報中心
- 通信課
- 地球環境海洋課

### 管内地方氣象台
- 青森地方氣象台，位於青森縣青森市花園一丁目17-19。
- 盛岡地方氣象台，位於岩手縣盛岡市山王町7-60。
- 秋田地方氣象台，位於秋田縣秋田市山王七丁目1-4。
- 山形地方氣象台，位於山形縣山形市緑町一丁目5-77。
- 福島地方氣象台，位於福島縣福島市松木町1-9。

## 歷史

### 概述
關東大地震後，氣象廳將仙台市鐵炮町1番地設為地震精密觀測地點。1926年10月1日，仙台管區氣象台的前身宮城縣立石卷測候所仙台出張所正式成立，開始氣象和地震觀測。

### 沿革
- 1926年7月30日 辦公樓及地震儀室在仙台市鐵炮町1番地落成。
- 1935年5月1日 升格為宮城縣立仙台測候所。
- 1935年7月1日 開始廣播放送天氣預報。
- 1937年10月28日 與縣立測候所合併，新設國營測候所。
- 1939年11月1日 縣立測候所廢止，升格為仙台地方氣象台。
- 1941年9月11日 制定實施針對三陸海岸的海嘯警報。
- 1942年4月12日 開始發佈東北地方的季節預報。
- 1945年8月11日 升格為仙台管區氣象台。管轄東北氣象管區，同時新設仙台測候所。
- 1949年6月1日 仙台測候所廢止。
- 1963年6月3日 開始氣象雷達觀測。
- 1974年11月1日 開始運用地域氣象觀測系統AMeDAS。
- 1981年9月9日 仙台第3合同廳舍建成。事務部門首先遷入。
- 1982年3月3日 全部門完成搬遷。
- 1985年10月1日 合同廳舍3樓開設天氣聯絡所。
- 1995年7月18日 仙台地域地震情報中心設置（現在的地震火山課）。
- 2002年3月1日 火山監視情報中心設置。
- 2007年2月22日 都卜勒雷達運用開始。
- 2012年3月1日 風廓線儀（日语：ウインドプロファイラ）運用開始。
- 2013年10月1日 組織改編，設置地球環境海洋課。

## 天氣聯絡所
仙台第3合同廳舍1樓設置有天氣聯絡所。可提出有關天氣的問題及閱覽過去的氣象資料。除仙台管區氣象台，氣象廳也設有天氣聯絡所。

## 關聯項目
- 氣象廳
- 管區氣象台
- 東北地方
- 仙台市